# 蒂耶瑟维尔
蒂耶瑟维尔（法語：Tierceville，法語發音：[tjɛʁsəvil] ⓘ）是法国卡尔瓦多斯省的一个旧市镇，属于巴约区。2019年，朗特伊与临近的2个市镇合并为新市镇瑟勒河桥村。

## 地理
蒂耶瑟维尔（49°17'35"N, 0°31'53"W）面积2.62 平方千米，位于法国诺曼底大区卡爾瓦多斯省，该省份为法国西北部沿海省份，北濒大西洋英吉利海峡，东北与滨海塞纳省以海上边界相接，东临厄尔省，南至奧恩省，西与芒什省接壤。
与蒂耶瑟维尔接壤的市镇（或旧市镇、城区）包括：昂布利、瑟勒河畔科隆比耶、克雷蓬、克勒利、滨海圣克鲁瓦。

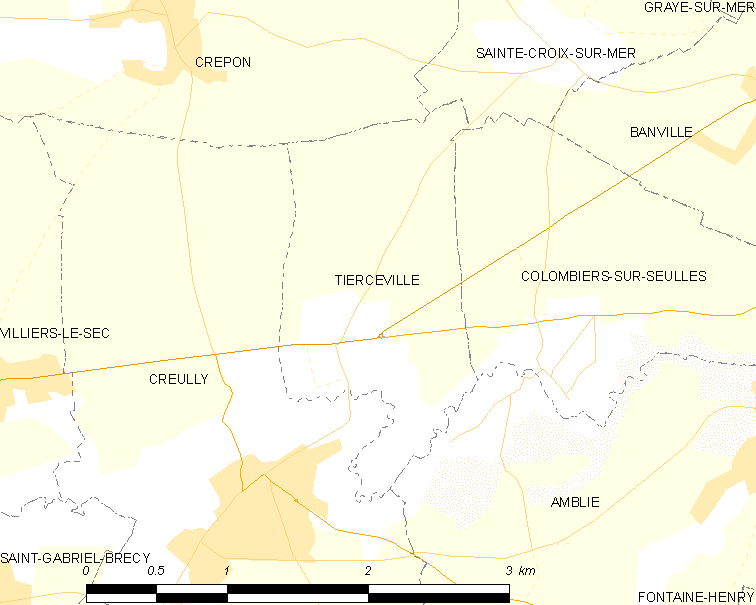
蒂耶瑟维尔的OSM定位图

蒂耶瑟维尔的时区为UTC+01:00、UTC+02:00（夏令时）。

## 行政
蒂耶瑟维尔的邮政编码为14480，INSEE市镇编码为14690。

## 政治
蒂耶瑟维尔所属的省级选区为蒂和米县。

## 人口

1962-2008年间蒂耶瑟维尔人口变化图示

蒂耶瑟维尔于2018年1月1日时的人口数量为157人。